# Muxik
Muxik fue una discográfica española afincada en la localidad vizcaína de Múgica (Muxika en euskera, de ahí el nombre de la discográfica) fundada por Iñaki Antón "Uoho" y Roberto Iniesta, ambos componentes del grupo Extremoduro, en 2006. La intención de la iniciativa es dar a conocer grupos de música rock que no tienen oportunidad con otras discográficas. En su página web disponen de una sección para escuchar gratis parte de la música de los grupos que promocionan.
El primer álbum lanzado por Muxik fue Ni, zu... gu, del grupo Kriston, y han realizado lanzamientos para Antisocial e Inconscientes.

## Álbumes
- 2006. Ni, zu... gu, de Kriston.
- 2007. Terroritmo, de Antisocial.
- 2007. Calaña, de Calaña.
- 2007. La inconsciencia de Uoho, de Inconscientes.
- 2008. En el mar de los sueños, de Memoria de Pez.
- 2008. Sexo, ternura y misterio, de Doctor Deseo.
- 2010. 100 nudos por segundo, de Memoria de Pez.